# Gifted Hands - Il dono
Gifted Hands - Il dono (Gifted Hands: The Ben Carson Story) è un film televisivo del 2009 diretto da Thomas Carter. Il film racconta la vita di uno dei più famosi neurochirurghi al mondo: Benjamin Carson (interpretato da Cuba Gooding Jr.), realmente esistito e tuttora in attività. Il film è stato trasmesso negli Stati Uniti d'America su TNT il 7 febbraio 2009 mentre in Italia è andato in onda su Sky Cinema Uno il 19 dicembre 2010.

## Trama
Nel 1987, il dottor Ben Carson si reca a Ulm, in Germania, per incontrare una coppia, Peter e Augusta Rausch, che hanno due gemelli siamesi uniti dietro la testa. Il dottor Carson crede che potrebbe riuscire a separarli con successo, ma si rende conto che rischia anche di perderne uno o entrambi. Dopo aver spiegato il rischio, e nonostante ciò, Ben accetta di operare.
Attraverso un lungo flashback si torna indietro nel tempo e viene presentata la travagliata gioventù di Ben, del fratello maggiore Curtis e della loro madre, Sonya Carson. A scuola, Ben è spesso vittima di bullismo a causa della sua difficoltà di apprendimento, ma sua madre, una donna povera, analfabeta e con problemi di depressione, tuttavia, cresce ed educa i suoi figli affinché loro abbiano ed ottengano con l'impegno e soprattutto con la fede in Dio, la vita che meritano incoraggiandoli sempre con tenacia. 
Per prima cosa la madre chiede a Ben e a suo fratello maggiore Curtis di imparare le tabelline e, a loro insaputa, si ricovera in un istituto psichiatrico per combattere la depressione, dovuta ad un difficile passato. La donna, Sonia, trova il coraggio di aprirsi ad uno psichiatra, al quale racconta la sua infanzia trascorsa in affidamento fino al matrimonio con il padre di Ben e Curtis, che tuttavia finì quando Sonya scoprì con dolore che il marito non solo era già sposato e aveva altri figli, ma per altro spacciava droga, motivo che l'ha portata ad allontanarsi e ad ottenere il divorzio. A seguito del ricovero, quando ritorna, decide che i suoi figli guardano troppa televisione, quindi li limita a non più di due programmi a settimana, per di più molto educativi, chiedendo loro di leggere dei libri e di scrivere dei resoconti su di essi invitandoli a sviluppare le loro capacità attraverso la cultura e la conoscenza.
La donna inoltre nasconde a Ben e Curtis il fatto di essere analfabeta e quindi di non poter leggere i resoconti dei loro libri, ma è sempre più orgogliosa dei loro successi.
Ben e Curtis iniziano a imparare molte cose del mondo dai libri e nel giro di un anno, Ben passa dall'ultimo posto della classe al primo, ottenendo le lodi sia del preside che degli insegnanti della sua scuola. Dopo la cerimonia di diploma della scuola media di Ben, in cui una sua insegnante razzista dice con rabbia ai coetanei bianchi di Ben che dovrebbero vergognarsi per essere andati peggio del ragazzo nero e meno privilegiato, Sonya fa iscrivere Ben a una scuola superiore prevalentemente nera.
Nella nuova scuola, Ben è ripetutamente vittima di bullismo da parte di due studenti, ma fa pace dopo averli superati in una battaglia scherzosa "yo mama", ma ben presto si rivelano tossici e pericolosi, quando regalano a Ben un coltello. Nel frattempo, Ben nutre un carattere irascibile che culmina quando minaccia fisicamente Sonya durante una litigata e quasi pugnala uno dei suoi ex bulli. Sebbene la lama colpisca la fibbia della cintura del suo amico e non passi attraverso, Ben, sconvolto, corre a casa inorridito e grida a Dio di togliergli tutta questa rabbia e placare il suo cattivo carattere, secondo la sua fede avventista del settimo giorno, permettendogli di riprendersi.
Dopo un duro lavoro e una forte determinazione, Ben riceve una borsa di studio per l'Università di Yale, dove incontra la sua futura moglie, Candy Rustin, che lo sostiene nelle sue lotte per superare Yale. Dopo aver studiato neurochirurgia, Ben viene accettato come specializzando al Johns Hopkins Hospital, dove si trova ad affrontare un dilemma che potrebbe porre fine alla sua carriera: operare un uomo morente senza permesso o supervisione, o lasciarlo morire. Incoraggiato da un'infermiera sua amica, corre il rischio e salva la vita dell'uomo, ricevendo le congratulazioni e il rispetto del suo direttore ed in seguito viene promosso dal suo superiore.
Nel 1985, dopo che la madre di Ben si unisce alla famiglia nel Maryland, Candy viene portata d'urgenza all'ospedale dove abortisce i loro gemelli. Il dottor Carson rimane con lei tutta la notte fino al mattino successivo quando si ritrova davanti il caso particolare e difficile di Cinzia. Ben esegue una rara procedura, un'emisferectomia, in cui rimuove metà del cervello della bambina di quattro anni che ha convulsioni 100 volte al giorno. Nonostante i rischi drastici, la procedura ha successo e la bambina si riprende molto più velocemente di quanto Ben si aspettasse, il che si traduce nel suo primo assaggio di esposizione mediatica.
Il film ritorna poi al presente, quando Ben si prepara per un'operazione rischiosa per separare i gemelli siamesi dalla testa. Con quattro mesi prossimi alla fine, Ben non è ancora in grado di trovare un modo per separare i gemelli. L'uomo è fortemente combattuto e teme il fallimento, ma ancora una volta sua madre Sonya riesce a rincuorarlo e a dargli coraggio. Ben poi, riceve un'illuminazione mentre gioca da solo a biliardo e, di conseguenza, escogita un piano rischioso ed efficace per salvare entrambi i bambini. Dopo 22 ore dall'inizio della procedura, il dottor Carson e il suo team riescono a separare i gemelli, salvando loro la vita e liberando i genitori Peter e Augusta dall'angoscia di perderli entrambi. Il film si conclude con il dottor Carson che saluta con affetto la moglie Candy e la madre Sonya, enormemente fiera di lui, circondato da membri della stampa.

## Accoglienza
Il film ha ricevuto recensioni per lo più positive dalla critica. Hal Boedeker dell'Orlando Sentinel ha affermato che: «È il film perfetto per un Paese sfidato dal suo nuovo presidente a fare meglio». Ray Richmond di The Hollywood Reporter ha invece sostenuto: «Il film è così bello che un po' di immodestia non è solo accettabile ma comprensibile». John Maynard di The Washington Post invece ha espresso un'opinione negativa: «È insidioso e faticoso, stentato da transizioni imbarazzanti e una colonna sonora sciropposa».
Il film ha vinto l'Epiphany Prize for Inspiring Television e Kimberly Elise ha vinto il Grace Award for Television ai Movieguide Awards del 2010.